# Matana
Matana, także Matano (indonez. Danau Matano) – jezioro tektoniczne położone w prowincji Celebes Południowy w Indonezji.